# ميرفي غاير
ميرفي غاير (بالإنجليزية: Murphy Guyer)‏ هو مدير موسيقي وكاتب مسرحي وكاتب سيناريو ومخرج وممثل أمريكي، ولد في 25 ديسمبر 1952 في دوفر في الولايات المتحدة.

## أعمال

### أفلام
- (1997) ابن آوى[4]
- (1997) صانع السلام[5]
- (1997) محامي الشيطان[6]

### مسلسلات
- 24
- الإبتدائية[7][8][9]
- بيرسون أوف إنترست
- قانون ونظام

## وصلات خارجية
- ميرفي غوير على موقع IMDb (الإنجليزية)
- ميرفي غوير على موقع ألو سيني (الفرنسية)
- ميرفي غوير على موقع أول موفي (الإنجليزية)
- ميرفي غوير على موقع قاعدة بيانات الأفلام السويدية (السويدية)
- ميرفي غوير على موقع قاعدة بيانات الفيلم (الإنجليزية)
- ميرفي غوير على موقع كينوبويسك (الروسية)